# Zierliche Schlankbeutelratte
Die Zierliche Schlankbeutelratte (Marmosops parvidens) ist eine Beuteltierart, die im nordöstlichen Südamerika nördlich des Amazonas und östlich von Rio Negro und Orinoko in den drei Guayanas, im Norden des brasilianischen Bundesstaates Pará und in Amapá vorkommt.

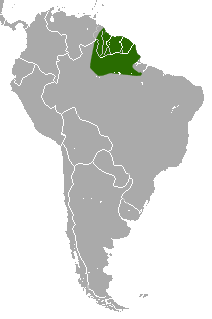
Verbreitungsgebiet

## Beschreibung
Die Tiere erreichen eine Kopfrumpflänge von etwa 9,5 cm, haben einen ca. 13,5 cm langen Schwanz und erreichen ein Gewicht von ca. 22 g. Die Farbe des Rückenfells und des Kopfes ist rotbraun, wobei die Rückenmitte dunkler ist und die Seiten etwas heller. Die Rückenhaare haben eine Länge von 6 bis 8 mm. Rund um die Augen befinden sich schmale dunkle Augenringe und die Mitte der Schnauze ist etwas hell als der übrige Kopf. Die Augenringe reichen nicht bis zur Basis der Ohren. Der Bauch ist weißlich mit einem weißen Streifen in der Mitte. Die Oberseiten der Füße sind weiß. Der Schwanz, dessen Länge etwa 150 % der Kopfrumpflänge beträgt, ist auf der Oberseite dunkel und auf der Unterseite hell. Weibchen haben keinen Beutel. Die Anzahl der Zitzen liegt bei sieben oder neun, drei oder vier auf jeder Seite und eine mittig gelegene.

## Lebensraum und Lebensweise
Die Zierliche Schlankbeutelratte kommt in tropischen Tieflandregenwäldern bis in Höhen von 500 Metern vor. Sie ist nachtaktiv und lebt sowohl auf dem Erdboden als auch in Sträuchern und Lianendickichten bis in Höhen von 1,8 Metern über dem Erdboden. Über ihre weitere Lebensweise, Ernährung und Fortpflanzung ist so gut wie nichts bekannt.

## Status
Da die Zierliche Schlankbeutelratte ein großes Verbreitungsgebiet hat und innerhalb dieses Verbreitungsgebietes einige Schutzgebiete liegen, gilt sie als ungefährdet.

## Belege
1. 1 2 3  Juan F. Díaz-Nieto, Robert S. Voss: A Revision of the Didelphid Marsupial Genus Marmosops, Part 1. Species of the Subgenus Sciophanes. Bulletin of the American Museum of Natural History Number 402 :1-70. 2016, doi: 10.1206/0003-0090-402.1.1. Seite 21–25.
2. 1 2 3  Diego Astúa: Family Didelphidae (Opossums). in Don E. Wilson, Russell A. Mittermeier: Handbook of the Mammals of the World – Volume 5. Monotremes and Marsupials. Lynx Editions, 2015, ISBN 978-84-96553-99-6. Seite 181.
3. ↑  Marmosops parvidens in der Roten Liste gefährdeter Arten der IUCN 2016. Eingestellt von: Martin, G.M., 2016. Abgerufen am 22. Januar 2019.